# Antisemitismo racial

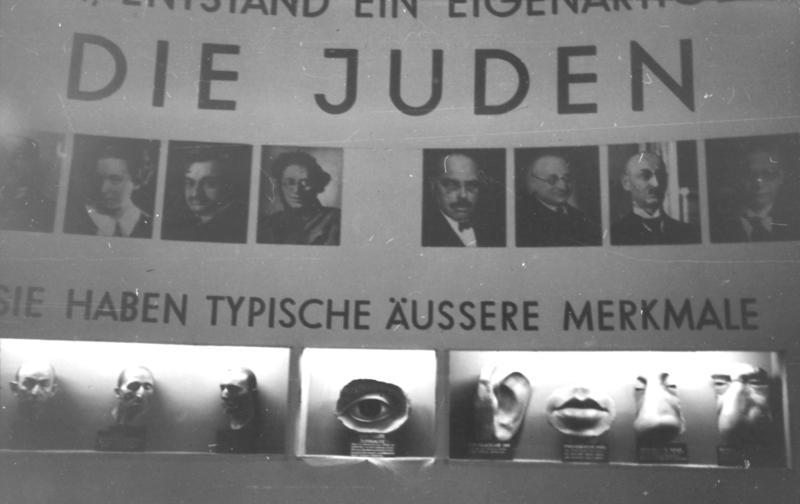
Un fragmento de la película antisemítica de propaganda nazi Der ewige Jude ("El Eterno Jew") la cual demuestra "características" físicas típicas de los judíos.

El antisemitismo racial es el prejuicio contra los judíos basado en la creencia o la afirmación de que los judíos constituyen una raza o un grupo étnico distinto que tiene rasgos o características inherentes que son de algún modo aborrecibles o intrínsecamente inferiores o diferentes de los del resto de la sociedad. La aversión puede expresarse en forma de estereotipos o caricaturas. El antisemitismo racial puede presentar a los judíos, como grupo, como una amenaza de algún modo para los valores o la seguridad de la sociedad. El antisemitismo racial podría considerarse peor que el antisemitismo religioso porque para los antisemitas religiosos la conversión era una opción y una vez convertido el "judío" desaparecía. Con el antisemitismo racial un judío no podía deshacerse de su condición de judío.
La premisa del antisemitismo racial es que los judíos son un grupo racial o étnico distinto, en comparación con el antisemitismo religioso, que es el prejuicio contra los judíos y el judaísmo sobre la base de su religión. Según William Nichols, el antisemitismo religioso puede distinguirse del antisemitismo moderno basado en motivos raciales o étnicos. "La línea divisoria era la posibilidad de conversión efectiva... un judío dejaba de serlo al ser bautizado". Sin embargo, con el antisemitismo racial, "ahora el judío asimilado seguía siendo judío, incluso después del bautismo ... . A partir de la Ilustración, ya no es posible trazar líneas claras de distinción entre las formas religiosas y raciales de hostilidad hacia los judíos... Una vez que los judíos se han emancipado y el pensamiento secular hace su aparición, sin dejar atrás la antigua hostilidad cristiana hacia los judíos, el nuevo término antisemitismo se hace casi inevitable, incluso antes de que aparezcan doctrinas explícitamente racistas."
En el contexto de la Revolución Industrial, tras la emancipación de los judíos y la Haskalah (la Ilustración judía), muchos judíos se urbanizaron rápidamente y experimentaron un periodo de mayor movilidad social. Con la disminución del papel de la religión en la vida pública y la atenuación simultánea del antisemitismo religioso, una combinación de nacionalismo creciente, el auge de la eugenesia, el resentimiento por el éxito socioeconómico de los judíos y la afluencia de judíos asquenazíes de Europa del Este a Europa Central, pronto dio lugar al más reciente, y a menudo más virulento, antisemitismo racista.
El racismo científico, la ideología de que la genética desempeñaba un papel en el comportamiento y las características de los grupos, fue muy respetado y aceptado como un hecho entre 1870 y 1940. No sólo los antisemitas creían en la ciencia de las razas, sino también los judíos de alto nivel educativo. Esta aceptación de la ciencia de las razas hizo posible que los antisemitas revistieran su odio a los judíos con una teoría científica.
La lógica del antisemitismo racial se extendió en la Alemania Nazi, donde las ideas antisemitas raciales se convirtieron en leyes, que consideraban la "sangre" o la etnia de las personas, en lugar de sus afiliaciones religiosas actuales, y su destino posterior se determinaría exclusivamente sobre esa base. Cuando se añade a sus puntos de vista sobre los rasgos raciales judíos que la pseudociencia nazi ideó, la lógica del antisemitismo racial condujo al Holocausto como forma de erradicar del mundo los "rasgos judíos" conjurados.

## Limpieza de sangre
El antisemitismo racial ha existido junto con el antisemitismo religioso desde al menos la Edad Media, y tal vez desde antes. En España, incluso antes del Edicto de Expulsión de 1492, los judíos españoles que se convertían al catolicismo (conversos en español), y sus descendientes, eran llamados cristianos nuevos. A menudo se les acusaba de volver a sus antiguas prácticas religiosas (ser "criptojudíos"). Para aislar a los conversos, la nobleza española desarrolló una ideología llamada "limpieza de sangre". Los conversos fueron llamados "cristianos nuevos" para indicar su estatus inferior dentro de la sociedad. Esa ideología era una forma de racismo, porque antes no había grados de cristiandad y los conversos al cristianismo tenían la misma categoría que los cristianos de toda la vida. La limpieza de sangre era una cuestión de ascendencia, no de religión personal. El primer estatuto de pureza de sangre apareció en Toledo en 1449, donde un motín anti converso llevó a prohibir a los conversos la mayoría de los cargos oficiales. Inicialmente, estos estatutos fueron condenados tanto por la monarquía como por la Iglesia. Sin embargo, los cristianos nuevos fueron posteriormente perseguidos por la Inquisición española a partir de 1478, la Inquisición portuguesa a partir de 1536, por la Inquisición peruana a partir de 1570 y la Inquisición mexicana a partir de 1571, así como la Inquisición de Colombia a partir de 1610.

## Concepto de "raza semítica"

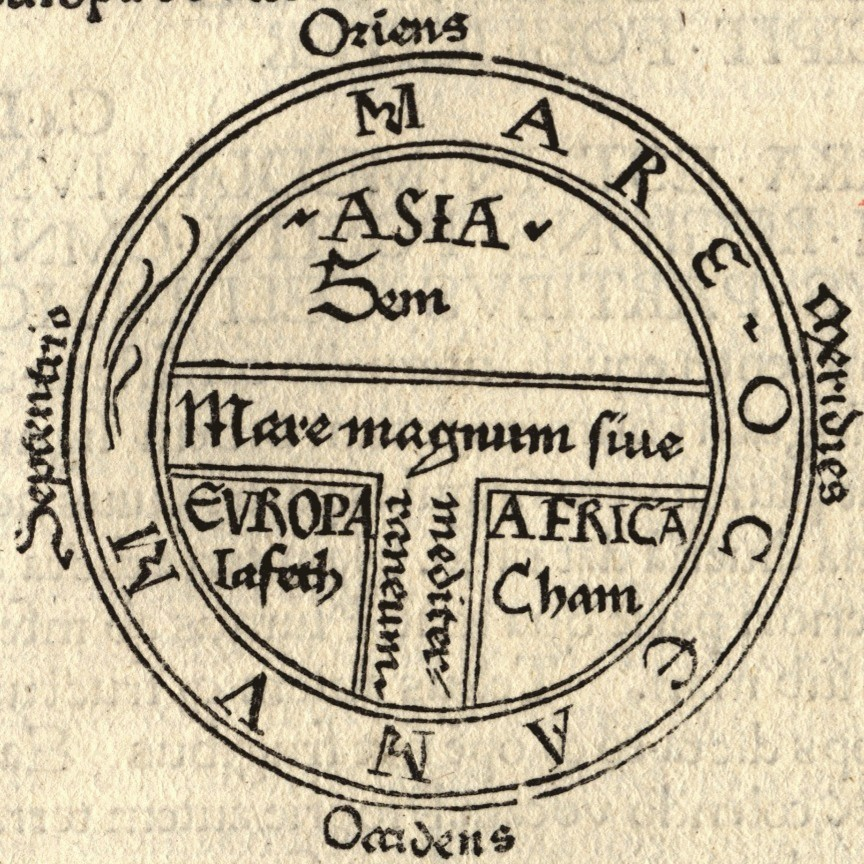
Un mapa de una T y O estilizadas, describiendo a Asia como la casa de los descendientes de Shem (Sem). África está adscrita a Ham y Europa a Japheth

En la Europa medieval, se consideraba que todos los pueblos asiáticos eran descendientes de Sem. En el siglo XIX, el término semita se limitaba a los grupos étnicos que históricamente han hablado lenguas semíticas o que tienen su origen en el Creciente Fértil, como los judíos en Europa. A menudo se consideraba a estos pueblos como una raza distinta. Sin embargo, algunos teóricos raciales antisemitas de la época sostenían que los pueblos semitas surgieron de la difuminación de las distinciones entre razas previamente separadas. El teórico de la raza Arthur de Gobineau denominó a este supuesto proceso semitización.
El propio Gobineau no consideraba a los semitas (descendientes de Sem) como una raza inferior. Dividió a las personas en tres razas: blanca, negra y amarilla. Los semitas, al igual que los arios (y los hamitas) procedían de Asia y eran blancos. Con el tiempo cada uno de los grupos se había mezclado con sangre negra. Los arios habían permanecido puros durante más tiempo y no fue hasta tiempos más recientes que se habían mezclado. Fue esta mezcla de razas la que llevaría a la perdición del hombre. Esta idea de "confusión" racial fue retomada por el ideólogo nazi Alfred Rosenberg. Fue utilizada por los nazis para perpetuar la idea de que los judíos iban a destruir Alemania.
El término semitización fue utilizado por primera vez por Gobineau para calificar la difuminación de las distinciones raciales que, en su opinión, se había producido en Oriente Medio. Gobineau tenía un modelo esencialista de la raza basado en los tres grupos raciales distintos, aunque no tenía una explicación clara de cómo surgió esta división. Cuando estas razas se mezclaban se producía una "degeneración". Dado que el punto de encuentro de estas tres supuestas razas era Oriente Medio, Gobineau sostenía que el proceso de mezcla y dilución de las razas se producía allí, y que los pueblos semíticos encarnaban esta identidad racial "confusa".[cita requerida]
Este concepto convenía a los intereses de los antisemitas, ya que proporcionaba un modelo teórico para racionalizar el antisemitismo racializado. En los escritos de muchos antisemitas de finales del siglo XIX se propusieron variaciones de esta teoría. El ideólogo nazi Alfred Rosenberg desarrolló una variante de esta teoría en sus escritos, argumentando que los judíos no eran una raza "real". Según Rosenberg, su evolución era el resultado de la mezcla de razas preexistentes y no de la selección natural. La teoría de la semitización solía asociarse con otros temores racistas de larga data sobre la dilución de las diferencias raciales a través del mestizaje, que se manifestaban en imágenes negativas de los mulatos y otros grupos mixtos.

## Ascenso
El antisemitismo europeo moderno tiene su origen en las teorías del siglo XIX -que ahora se consideran en su mayoría pseudocientíficas, pero que entonces se aceptaban como creíbles- que decían que los pueblos semíticos, incluidos los judíos, son totalmente diferentes de las poblaciones arias o indoeuropeas, y que no serían capaces de asimilarse. Según este punto de vista, los judíos no se oponen por su religión, sino por sus supuestas características raciales hereditarias o genéticas: avaricia, una aptitud especial para hacer dinero, aversión al trabajo duro, clanismo y obcecación, falta de tacto social, poca astucia y, sobre todo, falta de patriotismo. Más tarde, la propaganda nazi también se centró en las supuestas diferencias físicas, como la forma de la "nariz judía".

## Legislación racial antisemítica

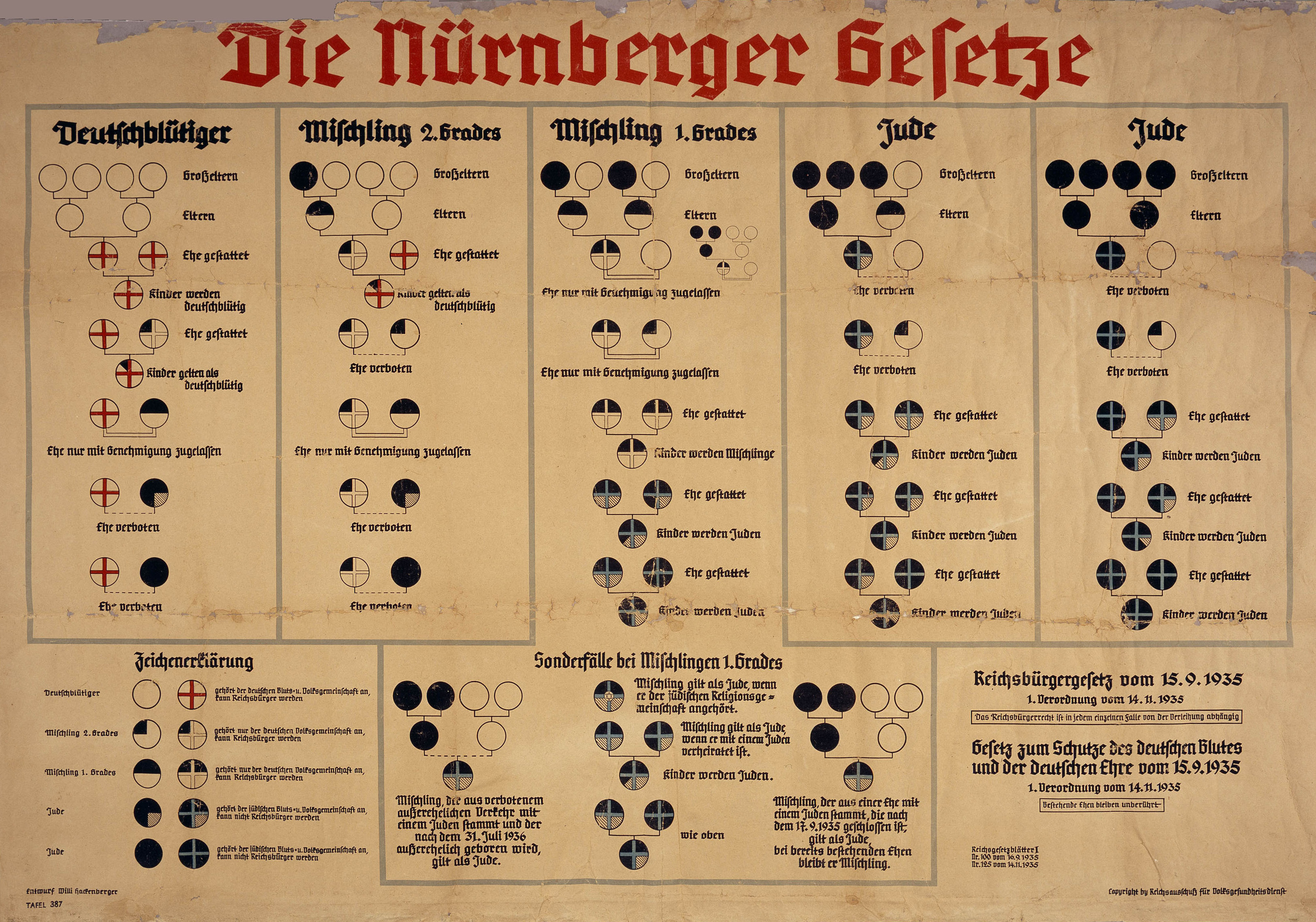
Gráfico empleado para explicar las Leyes de Núremberg de 1935, el cual utilizó una pseudo-base racial científica para la discriminación contra los judíos.

En la Alemania nazi, las Leyes Raciales de Núremberg de 1935 prohibían las relaciones sexuales y el matrimonio entre cualquier ario y judío (tales relaciones, según la ideología nazi, eran un delito castigado por las leyes raciales como Rassenschande o "contaminación racial"), y hacían que todos los judíos, incluso los cuartos de judío y los medio judíos, dejaran de ser ciudadanos de su propio país (su título oficial pasó a ser "súbditos del Estado"). Esto significaba que no tenían derechos ciudadanos básicos, por ejemplo, el de votar. En 1936, se prohibió a los judíos todos los trabajos profesionales, lo que les impidió tener cualquier influencia en la política, la educación superior y la industria. El 15 de noviembre de 1938, se prohíbe a los niños judíos ir a las escuelas normales. En abril de 1939, casi todas las empresas judías se habían hundido debido a la presión financiera y a la disminución de los beneficios, o habían sido convencidas de venderse al gobierno nazi. Esto redujo aún más sus derechos como seres humanos; en muchos sentidos estaban oficialmente separados de la población alemana. Leyes similares existían en Bulgaria (Ley de Protección de la Nación), Hungría, Rumanía y Austria.

## Más información
- "Por qué Los Judíos? Una perspectiva en causas de anti-Semitism" Archivado el 20 de febrero de 2021 en Wayback Machine.
- Foro de coordinación para Contrarrestar Antisemitismo (con calendario actualizado de antisemitismo hoy)
- Bibliografía anotada de anti-Semitism hosted por la Universidad hebrea de Jerusalem  Centro para el Estudio de Antisemitismo (SICSA)
- "Anti-Semitism Y respuestas"
- El Instituto Stephen Roth  para el Estudio de anti-Semitism y Racismo Contemporáneos hosted por el Tel Aviv Universitario @– (incluye un informe anual)
- "Jews, el Fin de la Alianza Vertical, y Antisemitismo Contemporáneo"
- "La Enfermedad Antisemita (enlace roto disponible en Internet Archive; véase el historial, la primera versión y la última). [enlace muerto permanente] - un análisis de Anti-Semitism" por Paul Johnson en Comentario
- Consejo de Europa, ECRI País-por-Informes de País
- "Universidad estatal de Nueva York en #Búfalo, El Jedwabne Tragedia"
- "Jews En Polonia hoy"
- "Anti-El informe de Liga de difamación en Internacional Anti-Semitism"
- Judeophobia: Corto Curso  en la historia de anti-Semitism en  Sionismo y el Centro de Información de Israel.
- Si No Juntos, ¿Cómo?: Investigación por April Rosenblum para desarrollar una definición razonable de antisemitismo, y  herramientas de enseñanza relacionadas acerca del antisemitismo, para activistas.
- Postales de vendimia con un tema Antijudío
- Museo del Holocausto de Estados Unidos Conmemorativo - Enfoque Especial: Antisemitismo Archivado el 31 de mayo de 2006 en Wayback Machine.
- 2,000 Año de la Línea del Tiempo  de la Persecución judía

- Datos: Q4390212
- Multimedia: Antisemitism / Q4390212